# Въртешница
Въртешница (река Лева) е река в Северозападна България, област Враца – общини Враца и Криводол, десен приток на река Ботуня, от басейна на Огоста. Дължината ѝ е 38,2 km.
Река Въртешница извира от Врачанска планина на около 1220 m н.в., южно от село Згориград под името река Лева. До град Враца тече в североизточна посока през Згориградската котловина, а на излизането си от нея образува величественото ждрело Вратцата. След това реката завива на северозапад вече под името Въртешница, при село Бели извор се насочва на север и при град Криводол се влива отдясно в река Ботуня (от басейна на Огоста) на 129 m н.в.
Площта на водосборния басейн на реката е 292 km2, което представлява 39,6% от водосборния басейн на река Ботуня. Средният многогодишен отток при град Криводол е 3,731 m3/s, като максимумът е през март-април, а минимумът – август-септември. Основен приток на Въртешница е река Дъбник вливаща се отдясно преди сели Бели извор.
По течението ѝ са разположени 2 града и 3 села:
- Община Враца – Згориград, град Враца, Бели извор и Власатица;
- Община Криводол – град Криводол.

Водите на Въртешница се използват главно за напояване.
По долината на реката преминават участъци от три пътя от Републиканската пътна мрежа на България:
- От град Враца до разклона за село Бели извор, на протежение от 11,8 km – участък от Републикански път I-1 Видин – Враца – София – ГКПП Кулата - Промахон, част от европейски коридор Е-79.
- В най-долното ѝ течение, покрай деснит ѝ бряг, на протежение от 7 km – участък от Републикански път III-101 Враца – Бойчиновци – Гложене.
- В горното ѝ течение от град Враца до разклона за село Згориград, на протежение от 3,8 km – участък от Републикански път III-1002.

От Враца до Криводол по долината ѝ преминава и част от трасето на жп линията Мездра – Видин.

## Топографска карта
- Лист от карта K-34-23. Мащаб: 1 : 100 000.
- Лист от карта K-34-35. Мащаб: 1 : 100 000.
- Лист от карта K-34-36. Мащаб: 1 : 100 000.